# Наклоност
Наклоност, приврженост или наклоњеност (енгл. affection) је осећање или врста љубави, везана уз пријатељство и добронамерност. У контрасту са страшћу, наклоност је слободна од изразито осетљивих елемената.
Реч се односи на емоционална стања, у односу на живо биће, најчешће човека или животињу. Наклоност се појављује у списима француског филозофа Ренеа Декарта, холандијског филозофа Баруха Спинозе и у већини списа раних британских етичара. Наклоност нема елементе анксиозности или узбуђења и релативно је интерна и компатибилна с одсуством осетилног елемента, по чему се разликује од страсти. 
Људи користе разне начине понашања, како би изразили љубав. Неке теорије сугеришу да наклоност и нежно понашање потичу од родитељског понашања и бриге према деци. Надаље, нежно понашање у људским односима може бити повезано с бројним здравственим предностима, нужно је за нормалан развој ђеце. 
Џорџ Хоманс (1950) је утврдио да наклоност повећава склоност људи за интеракцијом и да повећава позитивне емоције међу људима.